# Rheinwald
Rheinwald je obec ve švýcarském kantonu Graubünden, okresu Viamala. Leží ve stejnojmenné oblasti, asi 45 kilometrů jihozápadně od kantonálního hlavního města Churu. Má přes 500 obyvatel.
Obec vznikla k 1. lednu 2019 sloučením bývalých samostatných obcí Splügen, Medels im Rheinwald, Nufenen a Hinterrhein.

## Historie
K 1. lednu 2019 se bývalé politické obce Splügen, Hinterrhein a Nufenen sloučily do nové politické obce Rheinwald. Obec Sufers, o jejímž sloučení s ostatními obcemi se také uvažovalo, však zůstala samostatná poté, co se v roce 2016 nepodařilo sloučit všechny obce v oblasti kvůli nedostatečné volební účasti právě v Sufers.